# Englerina inaequilatera
Englerina inaequilatera är en tvåhjärtbladig växtart som först beskrevs av Adolf Engler, och fick sitt nu gällande namn av Alexander Gilli. Englerina inaequilatera ingår i släktet Englerina och familjen Loranthaceae. Inga underarter finns listade i Catalogue of Life.